# Jon Stephenson von Tetzchner

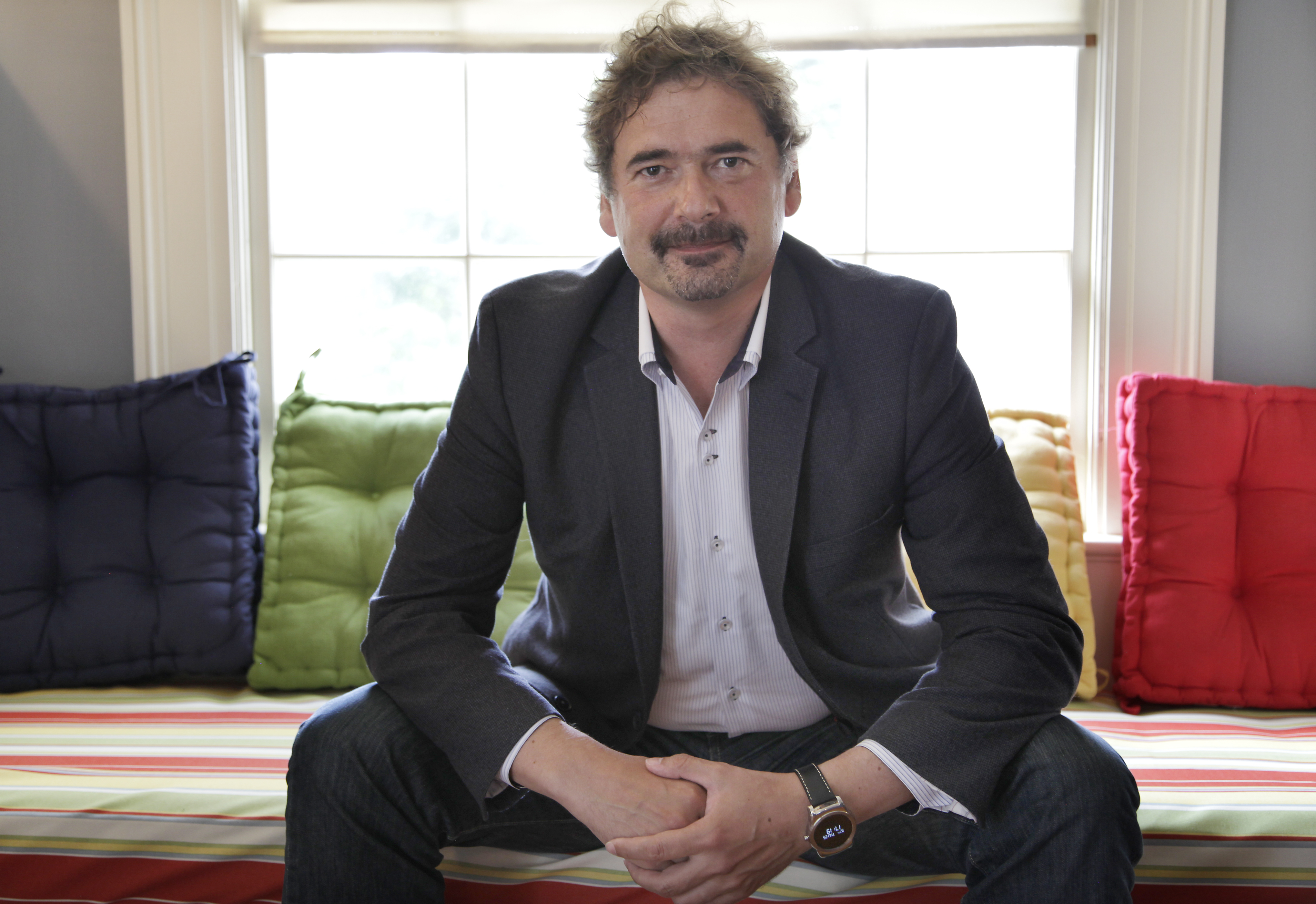
Jon Stephenson von Tetzchner (2015)

Jon Stephenson von Tetzchner (* 29. August 1967 in Seltjarnarnes) ist ein isländischer Telekommunikations-Forscher und Unternehmer. 1995 war er Mitbegründer und später CEO des Unternehmens Opera Software. Ende 2013 gründete er das Unternehmen Vivaldi Technologies, welches die Community-Plattform Vivaldi.net inklusive des E-Mail-Dienstes Vivaldi Mail betreibt.
Öffentliche Aufmerksamkeit erregte Tetzchner am 21. April 2005 mit der Aussage, er werde den Atlantik von Norwegen bis in die USA durchschwimmen, falls die neueste Opera-Version an den ersten vier Tagen mehr als eine Million Downloads verzeichnen würde. Diese Zahl wurde erreicht und Tetzchner stand zu seinem Wort; der – nicht ganz ernst gemeinte – Versuch den Atlantik zu durchschwimmen scheiterte jedoch in der Nacht vom 25. auf den 26. April in einem eiskalten norwegischen Fjord, als Tetzchner seinen PR-Manager retten musste, der mit seinem begleitenden Schlauchboot auf dem Weg in die USA kenterte.
Nach Meinungsverschiedenheiten mit dem Opera-Vorstand über die nach seiner Auffassung zu große Konzentration auf die börsenrelevanten Quartalsergebnisse zog sich von Tetzchner zum 30. Juni 2011 aus dem Unternehmen ganz zurück. Zuvor war er trotz Aufgabe der CEO-Position strategischer und unabhängiger Mitarbeiter auf einem Vollzeit-Posten gewesen. In einem Schreiben an die Opera-Mitarbeiter teilte er mit, dass er das Unternehmen auch in Zukunft im Blick behalten werde – aber eben von außen.
Nachdem Tetzchner 2013 seine Aktienanteile an Opera Software durch einen Verkauf verringerte, besitzt er heute 5,18 Prozent der Aktienanteile an dem Unternehmen.

## Vivaldi Technologies
Im Dezember 2013 gründete Tetzchner die Firma Vivaldi Technologies und startete das soziale Netzwerk Vivaldi.net. Die Plattform beinhaltet ein Forum, Blogs, Chats, ermöglicht Foto-Austausch und bietet den E-Mail-Dienst Vivaldi Mail an.
Am 27. Januar 2015 veröffentlichte Vivaldi Technologies den Webbrowser Vivaldi.

## Sonstiges
Außerdem ist von Tetzchner Autor von fm2html, einem Konverter von FrameMaker nach HTML.
Er ist der Sohn des Linguistik-Professors Stephen von Tetzchner.